# Rejectaria paulosa
Rejectaria paulosa là một loài bướm đêm trong họ Noctuidae.